# Gare de La Bourboule
Gare de La Bourboule vasútállomás Franciaországban, La Bourboule településen.

## Vasútvonalak
Az állomást az alábbi vasútvonalak érintik:
- Laqueuille au Mont-Dore-vasútvonal

## Kapcsolódó állomások
A vasútállomáshoz az alábbi állomások vannak a legközelebb: